# 龙瘤蟹
龙瘤蟹（学名：Phymodius drachi）为扇蟹科瘤蟹属的动物。分布于马达加斯加、红海以及中国大陆的西沙群岛等地，生活环境为海水，常见于珊瑚礁中。